# Торфопродукт (станция)
Торфопроду́кт — станция Казанского направления Горьковской железной дороги.
Расположена в посёлке Мезиновский Гусь-Хрустального района Владимирской области.
Останавливаются электропоезда маршрута Черусти — Вековка. Пять пар в сутки, по данным на 2020 год. Станция имеет одну высокую островную платформу. Есть билетная касса и зал ожидания.
В 1956-1957 годах в деревне Мильцево в окрестностях Торфопродукта жил вернувшийся из ссылки без реабилитации Александр Солженицын. В Торфопродукте развивается действие рассказа Александра Солженицына «Матрёнин двор»: «Торфопродукт? Ах, Тургенев не знал, что можно по-русски составить такое!»